# Deep River (Iowa)
Pour les articles homonymes, voir Deep River.
Deep River est une ville du comté de Poweshiek, en Iowa, aux États-Unis. Elle est incorporée le 15 juin 1887.

## Source de la traduction
- (en) Cet article est partiellement ou en totalité issu de l’article de Wikipédia en anglais intitulé « Deep River, Iowa » (voir la liste des auteurs).